# Нікола Шпірич
Нікола Шпірич (серб. Никола Шпирић, нар. 4 вересня 1956) — боснійський сербський політик, голова Ради міністрів Боснії і Герцеговини з січня 2007 до січня 2012 року. Подав у відставку 1 листопада 2007 на знак протесту проти перегляду Дейтонських угод міжнародною адміністрацією Боснії і Герцеговини, але її було відхилено.